# Nacionalni park Kopaonik
Nacionalni park Kopaonik se nalazi u središnjem dijelu Republike Srbije. Zbog svojih prirodnih vrijednosti, 1981. godine Kopaonik je proglašen za nacionalni park. Nacionalni park Kopaonik obuhvaća površinu od 11 810 hektara i po broju endemičnih vrsta predstavlja jedan od najznačajnijih centara biodiverziteta endemične flore Srbije.

## Planina Kopaonik
Kopaonik je najveći planinski masiv u Srbiji; pruža se od sjeverozapada ka jugoistoku oko 75 kilometara, dosežući u srednjem dijelu širinu oko 40 km.
Najviši dio je prostrana površina Ravni Kopaonik, oko koje se dižu Suvo Rudište s Pančićevim (Milanovim) vrhom (2017 m) na kojem je Pančićev mauzolej, Karaman (1934 m), Gobelja (1834 m) i dr. Jugoistočno od Suvog Rudišta greben Kopaonika je sužen i raščlanjen u niz plastastih uzvišenja: Čardak (1590 m), Šatorica (1750 m) i Oštro koplje (1789 m), između kojih su široke presjedline.
Na Kopaoniku je najrasprostranjenija raskomadana šumsko-pašnjačka zona središnje Srbije. Na višim dijelovima je četinarska smrčeva i jelova, a po stranama bukova i hrastova šuma.

## Rezervati prirode
Pod posebnom zaštitom nacionalnog parka je 698 hektara - izdvojenih u: 11 rezervata prirode i 26 prirodnih spomenika, 12 geomorfoloških, 6 geoloških, 8 hidroloških i 15 objekata svrstanih u nepokretna kulturna dobra.
Prirodni rezervati nacionalnog parka su sljedeći lokaliteti:
- Kozje stene
- Vučak
- Mrkonja
- Jankova bara
- Gobelja
- Barska reka
- Samokovska reka
- Metođe
- Jelak
- Suvo rudište
- Duboka

## Vanjske poveznice
1. Nacionalni park Kopaonik